# Planes, Trains and Automobiles
Planes, Trains and Automobiles (comercializada como Mejor solo que mal acompañado en España y Argentina, Nada en común en otros países de Hispanoamérica) es una película de Paramount Pictures estrenada en 1987. Fue escrita, producida y dirigida por John Hughes. 

## Argumento
Neal Page, un ejecutivo quien viaja a Nueva York por negocios, por aras del destino conoce a Del Griffith, un excéntrico y empático vendedor de cortinas quien le hace perder el viaje a Chicago donde está su hogar, Page se da cuenta de que Griffith vive en un mundo gobernado por un tipo de reglas opuestas a su ordenado estilo de vida; sin embargo, por distintas circunstancias el destino los obliga a convivir y a aprender el uno del otro. Los dos pasan dos días llenos en aventuras, desgracias y peripecias tratando Griffith de llevar a Neal a casa desde Nueva York a Chicago para que llegue a tiempo para una cena de Día de Acción de Gracias con su familia.

## Reparto
| Actor            | Personaje                    | Notas         |
| ---------------- | ---------------------------- | ------------- |
| Steve Martin     | Neal Page                    |               |
| John Candy       | Del Griffith                 |               |
| Laila Robins     | Susan Page                   |               |
| Michael McKean   | State Trooper                |               |
| Kevin Bacon      | Ejecutivo                    |               |
| Dylan Baker      | Owen                         |               |
| Olivia Burnette  | Marti Page                   |               |
| Larry Hankin     | Doobie                       |               |
| Richard Herd     | Walt                         |               |
| Matthew Lawrence | Neal Page, Jr                |               |
| Edie McClurg     | Agente del alquiler de autos |               |
| Bill Erwin       | Hombre en avión              |               |
| Ben Stein        | Portavoz del aeropuerto      |               |
| Lyman Ward       | John                         | No acreditado |
| William Windom   | Bryant                       | No acreditado |

## Recepción
La película supuso un notable cambio en el repertorio de John Hughes. Fue recibida con elogios por la crítica después de su estreno, y como una revelación, ya que Hughes era considerado un director especializado en dramas de adolescentes. También consiguió dos pulgares arriba de Siskel & Ebert, con Siskel, destacando el mejor papel de John Candy hasta la fecha.
La película fue un éxito financiero, recaudando más de 49,5 millones de dólares en EE. UU. con un presupuesto de producción de casi 30 millones de dólares. Tiene 94 % de opiniones positivas en Rotten Tomatoes y aparece en la colección de grandes películas de Roger Ebert quién escribió la película tenía «un perfecto reparto y estaba sólidamente construida».
Mientras que algunas críticas consideraron que el tono exaltado y algunas tonterías afectaban la capacidad de transmitir gama emocional, la mayoría aplaudió el humor en sí. Leonard Maltin llamó a la película una «farsa agridulce», agregando que Hughes «se niega a hacer a cualquiera de los dos (Martin o Candy) una caricatura, lo que mantiene esta amable película oscilando entre el slapstick y la comedia compasiva».